# Řád za zásluhy (Kamerun)
Řád za zásluhy (francouzsky Ordre du Mérite Camerounais) je druhé nejvyšší státní vyznamenání Kamerunské republiky. Do roku 1960 byl koloniálním francouzským vyznamenáním. Udílen je občanům Kamerunu a v Kamerunu dlouhodobě žijícím cizincům za zásluhy v oblasti zemědělství, obchodu, umění, průmyslu a vojenství.

## Historie a pravidla udílení
V roce 1922 bylo území bývalé německé kolonie, které bylo již roku 1916 obsazené francouzskými jednotkami, vyhlášeno francouzským mandátním územím. Dne 24. dubna 1924 francouzská správa založila Řád domorodých zásluh (francouzsky Ordre pour le Mérite indigène), aby tak povzbudila místní obyvatele. Nové ocenění nemělo oficiálně status koloniálního řádu a zůstalo pouze oblastní cenou. Řád měl tři třídy a sloužil především k povzbuzení místního obyvatelstva, které se zasluhovalo především o zemědělství, ale také o obchod, průmysl a další společensky užitečné činnosti. Evropanům mohla být udělena pouze třetí třída řádu, pokud žili v Kamerunu alespoň dva roky. Dne 4. července 1946 byl reformován zákon o udělování ocenění a byl změněn i název na Řád za zásluhy Kamerunu.
Do roku 1960 byl řád francouzským koloniálním vyznamenáním. Po zisku nezávislosti Kamerunu zůstal řád nadále zachován. Byl reformován zákonem N° 72/24 ze dne 30. listopadu 1972 O kamerunských státních vyznamenáních. Udílen je občanům Kamerunu a cizincům v Kamerunu žijícím alespoň pět let za zásluhy v oblasti zemědělství, chovu, obchodu, umění, průmyslu a vojenství. Udílení vyznamenání je postupné od nejnižší třídy. Pro získání třetí třídy vyznamenání je nutná civilní nebo vojenská služba trvající minimálně 12 let, udělení řádu II. třídy je možné po dalších 4 letech a pro udělení řádu I. třídy musí uplynout dalších 5 let. Tyto kritéria lze při udělení vyznamenání opominout jen na zvláštní rozkaz prezidenta. Udělen může být i posmrtně, pokud vyznamenaný padl při výkonu služby či během obětavého činu. Počet osob, která mohou během jednoho roku vyznamenání získat je omezen na 1000 a slavnostní předávání ocenění je 20. května. Do roku 1972 bylo slavnostní předávání 1. ledna. Velmistrem řádu je úřadující prezident Kamerunu.

## Třídy
Řád je udílen ve čtyřech třídách:
- velkostuha – Řádový odznak se nosí na široké stuze spadající z ramene na protilehlý bok.
- komtur – Řádový odznak se nosí na stuze kolem krku.
- důstojník – Řádový odznak se nosí na stuze s rozetou nalevo na hrudi.
- rytíř – Řádový odznak se nosí na stuze bez rozety nalevo na hrudi.

komtur
důstojník
rytíř

## Insignie
Řádový odznak v případě nejnižších třech tříd má tvar bronzového kotouče o průměru 41 mm. V případě  II. třídy je postříbřený a u I. třídy je pozlacený a navíc má přechodový článek ve tvaru podlouhlého vavřínového věnce. Na přední straně odznaku je vyobrazen rolník s motykou pracující na poli a na pozadí je vycházející slunce nad horami. Na zadní straně je uprostřed vavřínový věnec vespodu svázaný úzkou stuhou. Na vrchní straně je nápis ve francouzštině, který byl v roce 1972 doplněn ve spodní části nápisem v angličtině. Nápis se během let měnil. V letech 1924 až 1946 nápis zněl MÉRITE INDIGENE • TERRITOIRE DU CAMEROUN, v letech 1946 až 1959 MÉRITE CAMEROUNAIS • TERRITOIRE DU CAMEROUN, v letech 1959 až 1961 MÉRITE CAMEROUNAIS • ETAT DU CAMEROUN, v letech 1961 až 1972 MÉRITE CAMEROUNAIS • REPUBLIQUE FEDERALE DU CAMEROUN, v letech 1972 až 1984 MERITE CAMEROUNAIS • REPUBLIQUE UNIE DU CAMEROUN • UNITED REPUBLIC OF CAMEROON a do roku 1984 nápis zní MERITE CAMEROUNAIS • REPUBLIQUE DU CAMEROUN • REPUBLIC OF CAMEROON.
Řádový odznak velkostuhy má tvar kulatého pozlaceného disku o průměru 60 mm. Na přední straně je uprostřed výjev podobný motivu na odznaku nižších tříd. V horní části je nápis MÉRITE CAMEROUNAIS a ve spodní části vavřínové ratolesti.
Stuha je od roku 1972 žlutá. V letech 1924 až 1959 sestávala stuha ze tří stejně širokých pruhů v barvě modré, bílé a červené. V letech 1959 až 1972 sestávala stuha z osmnácti stejně širokých pruhů v barvách zelené, červené a žluté. Šířka stuhy u nižších tříd je 37 mm.